# Коллоредо-Вальдзее-Мэлс, Антонин Теодор фон
Антонин Теодор фон Коллоредо-Вальдзее-Мэлс (нем. Anton Theodor Colloredo-Waldsee-Mels, чеш. Antonín Theodor Colloredo-Waldsee-Mels; 29 июня 1729, Вена, Эрцгерцогство Австрия, Австрийская империя — 12 сентября 1811, Кромержиж, Королевство Богемия, Австрийская империя) — австрийский кардинал. Епископ Оломоуца с 6 октября 1777 по 5 декабря 1777. Архиепископ Оломоуца с 5 декабря 1777 по 12 сентября 1811. Кардинал-священник с 17 января 1803 по 12 сентября 1811.